# Soren Amalensi
Soren Amalensi is een Surinaams voetbalscheidsrechter. Hij heeft sinds minimaal 2016 de scheidsrechtersbatch voor internationale wedstrijden van de FIFA.

## Biografie
De vader van Soren Amalensi was scheidsrechter in de SVB-Eerste Divisie, de hoogste klasse in het Surinaamse voetbal. Hij volgde het voorbeeld van zijn vader door zich ook aan te melden en te laten scholen als scheidsrechter. In 2016 was hij inmiddels opgeklommen tot scheidsrechter voor de FIFA. In juni 2017 was hij een van de scheidsrechters in de vriendschappelijke wedstrijd van Curaçao tegen Nicaragua.
Begin 2021 behoorde hij samen met Zachari Zeegelaar, Widjay Sardjoe, Mijenscha Rensch en Suelle Shepperd tot de Surinaamse scheidsrechters die een batch van de FIFA verkregen. Ze werden dat jaar geen van allen opgeroepen. Op 1 februari 2022 was hij assistent-scheidsrechter in de vriendschappelijke wedstrijd van Suriname tegen Guyana. Tijdens de CONCACAF Nations League 2022/23 kwam hij in actie als assistent-scheidsrechter in de wedstrijd Guyana tegen Haïti op 11 juni 2022 en Dominicaanse Republiek tegen Saint Kitts en Nevis op 1 september 2022. Eind december werd zijn FIFA-batch opnieuw toegekend.